# Самсонова, Елена Никоноровна
Елена Никоноровна Самсонова (30 декабря 1922, Белое, Алтайская губерния — 10 мая 2019, Суровикино, Волгоградская область) — советский хозяйственный, государственный и политический деятель, Герой Социалистического Труда.

## Биография
Родилась в 1922 году в селе Белое (ныне — в Троицком районе Алтайского края). Член КПСС.
Участник Великой Отечественной войны, вольнонаёмная служащая хирургического отделения эвакуационного госпиталя № 3280 Воронежского, 1-го Украинского фронтов. Заведующая медицинским складом при Северной группе войск.
С 1954 года — на хозяйственной, общественной и политической работе. В 1954—1986 годы — телятница в посёлке отделения № 3 совхоза «Красная звезда» Суровикинского района Волгоградской области.
Указом Президиума Верховного Совета СССР от 22 марта 1966 года присвоено звание Героя Социалистического Труда с вручением ордена Ленина и золотой медали «Серп и Молот».
Делегат XXV съезда КПСС.
Умерла в Суровикине в 2019 году.